# Obuchowszczyzna (sielsowiet Chożów)
Obuchowszczyzna (biał. Абухаўшчына, ros. Обуховщина) – wieś na Białorusi, w obwodzie mińskim, w rejonie mołodeczańskim, w sielsowiecie Chożów.
Przed 1939 w Polsce, w województwie wileńskim, w powiecie mołodeczańskim.